# A Gun Fightin' Gentleman
A Gun Fightin' Gentleman (no Brasil: Alma Independente) é um filme dos Estados Unidos de 1919, do gênero western, dirigido por John Ford e estrelado por Harry Carey. A Gun Fightin' Gentleman é considerado perdido.

## Elenco
- Harry Carey ... Cheyenne Harry
- J. Barney Sherry ... John Merritt
- Kathleen O'Connor ... Helen Merritt
- Harry von Meter ... Conde de Jollywell (como Harry V. Meter)
- Lydia Yeamans Titus ... Tia de Helen (como Lydia Titus)
- Duke R. Lee ... Buck Regan
- Joe Harris ... Seymour
- John Cook ... Old Sheriff (como Johnnie Cooke)
- Ted Brooks ... The 'Youngster'